# Jacobo Hunter
Jacobo Dickson Hunter fue un médico peruano nacido en Estados Unidos y de ascendencia escocesa que vivió en el Perú en el siglo XIX. Desarrolló su labor de médico en la ciudad de Arequipa desde 1861 hasta su muerte en 1926. Es considerado benefactor de la ciudad de Arequipa. Difusó las propiedades de las aguas de Yumina. Fue amigo personal de varios Presidentes de la República como del tradicionista Ricardo Palma. Durante la guerra con Chile contribuyó en la defensa del Perú. Así también contribuyó en defensa del Imperio Británico durante la Primera Guerra Mundial. Fue socio fundador del Club Arequipa, miembro de la Sociedad de Beneficencia Pública, presidente honorario de la Sociedad Médica.

## Biografía
Jacobo Dickson Hunter fue hijo de Susana y de Oswaldo D. Hunter, naturales del pueblo de Dollar, condado de Clackmann, cerca de Edimburgo, Escocia. Fue el cuarto hijo de la pareja y nació circunstancialmente en Madison, estado de Indiana, Estados Unidos, el 8 de septiembre de 1837. El hecho de su nacimiento en América del Norte se debió a la labor pastoral de su padre que fue pastor presbiteriano.
El 29 de junio de 1838 muere su madre en Dollar. El 30 de noviembre de 1851 fallece también su padre. Ese mismo año, Jacobo había logrado ingresar a la facultad de medicina de la Universidad de Edimburgo, donde el 2 de agosto de 1858, obtiene el título de doctor en Medicina. Al año siguiente, el 9 de abril de 1859, rindió sus exámenes ante el Jurado del Real Colegio de Cirujanos de Edimburgo, obteniendo el título de Licenciado.
Luego de obtener el título, obtuvo el puesto de médico en el vapor «Lima» en la línea de vapores Pacific Steam Navigation Company que prestaba servicios entre Liverpool (Inglaterra) y las costas del Pacífico. El vapor «Lima» tenía por destino El Callao, en el Perú. Partió de Liverpool el 26 de mayo de 1859 y llegó al Callao días antes del 28 de julio de ese año y, en vista que este vapor cubría por vez primera esta ruta, el gobierno peruano preparó una recepción oficial que contó con la asistencia del propio Presidente Ramón Castilla.
Hunter tomó la decisión de permanecer en el Perú y empezó a trabajar en el antiguo hospital de Bellavista. Tras dos años de permanencia en Lima, el 20 de agosto de 1861, logra revalidar sus estudios en la Universidad de San Marcos. Ese mismo año recibió la propuesta de trabajar en la ciudad de Arequipa donde llega en diciembre de 1861.
Su primer consultorio lo tuvo en la esquina de las calles Piérola y Santo Domingo. El 28 de agosto de 1863 contrae matrimonio con María Harmsen Averásturi de 16 años de edad quien falleció el 13 de noviembre de 1882. Luego de mudar su consultoria a la casona ubicada en la esquina Jerusalén y San José fijó su vivienda en la calle La Merced No 65. Desde 1890 fijó su residencia en la villa de Tingo y desde 1920 retornó a la ciudad y fijó su residencia en Rivero n.º 306.
En 1917, con 80 años, se casa en segundas nupcias con Manuela Oviedo. En 1921, a los 83 años, abandonó el ejercicio de su profesión. El 29 de agosto de 1926, mientras realizaba uno de sus acostumbrados paseos en sus terrenos de Tingo, sufrió una caída en una acequia, a raíz de la cual fallece el 1 de septiembre de 1926. Fue sepultado en el Cementerio General de Arequipa.
En su honor se nombró al distrito de Jacobo Hunter de la provincia de Arequipa y que forma parte de la zona metropolitana de esa ciudad. Este distrito se inició en una urbanización surgida en 1948 en terrenos que fueron propiedad de Hunter y que fueron donados por su segunda esposa Manuela Oviedo.